# Olympische Winterspiele 1972/Teilnehmer (Südkorea)
| Gelbes Symbol für Goldmedaillen mit stilisierten Olympischen Ringen | Graues Symbol für Silbermedaillen mit stilisierten Olympischen Ringen | Braundes Symbol für Bronzemedaillen mit stilisierten Olympischen Ringen |
| ------------------------------------------------------------------- | --------------------------------------------------------------------- | ----------------------------------------------------------------------- |
| —                                                                   | —                                                                     | —                                                                       |

Südkorea nahm an den Olympischen Winterspielen 1972 im japanischen Sapporo mit einer Delegation von fünf Athleten, ein Mann und vier Frauen, teil.
Seit 1948 war es die sechste Teilnahme Südkoreas an Olympischen Winterspielen.

## Teilnehmer nach Sportarten

### Eiskunstlauf
Damen:
- Chang Myung-su
19. Platz

### Eisschnelllauf
| Damen: - Choi Jung-hui 500 m: 22. Platz – 46,74 s 1000 m: 31. Platz – 1:37,57 min 1500 m: 22. Platz – 2:29,79 min - Jeon Seon-ok 1000 m: 25. Platz – 1:36,24 min 1500 m: 28. Platz – 2:32,06 min 3000 m: 19. Platz – 5:24,27 min - Lee Gyeong-hui 500 m: 26. Platz – 47,45 s 1000 m: 26. Platz – 1:36,50 min | Herren: - Jeong Chung-gu 500 m: 22. Platz – 41,42 s 1500 m: 35. Platz – 2:17,36 min |

## Weblink
- Südkoreanische Olympiamannschaft 1972 in der Datenbank von Sports-Reference (englisch; archiviert vom Original)